# Klaus Cichutek
Klaus Cichutek   (Recklinghausen, 26 de febrer de 1956) és un bioquímic alemany i l'actual president de l'Institut Paul Ehrlich (PEI). També és professor de bioquímica en la Universitat de Goethe de Frankfurt.

## Biografia
Cichutek va completar els seus estudis de química el 1981 i va obtenir un doctorat en bioquímica el 1984, tots dos a la Universitat de Münster.

## Carrera
De 1985 a 1988, Cichutek va estar afiliat al Departament de Biologia Molecular i Laboratori de Virus de la Universitat de Califòrnia a Berkeley. Va ser contractat per l'Institut Paul Ehrlich des de 1988; es va convertir en vicepresident de l'institut el 1999 i president El 2009.
A més del seu paper en la PEI, Cichutek va presidir la comissió de Bundesärztekammer sobre teràpia gènica de 2000 a 2010, i el Grup de Treball de Teràpia Gènica de l'Agència Europea de Medicaments (EMA) de 2003 a 2010. Des de 2020, ha estat membre d'ofici d'un grup de treball sobre les vacunes CO05-19 establert pel Grup Assessor Estratègic d'Experts de l'Organització Mundial de la Salut (OMS).